# Enzo D'Alò
Enzo D'Alò ( Nápoles, 7 de septiembre de 1953 ) es un director de cine, guionista y músico italiano conocido por sus largometrajes de animación. 

## Biografía
Enzo D'Alò comenzó estudiando música —toca el saxofón y la flauta travesera. En 1979, mientras realizaba la prestación sustitutoria como objetor de conciencia, trabajó con niños, filmando sus dibujos y montándolos con su propia música. Así nació su vocación cinematográfica, que le llevó a descubrir las enormes posibilidades expresivas de los dibujos animados. 
Desde 1983 es autor y director de series de televisión y largometrajes, muy bien valorados por el público y la crítica. Sus obras tienen un estilo visual muy variado, resultado de la colaboración con distintos dibujantes. Así, por ejemplo, ha trabajado con Paolo Cardoni en La Freccia azzurra (1996) o con Walter Cavazzuti en La gabbianella e il gatto (1998) y Momo alla conquista del tempo (2001). 
En sus películas son comunes las referencias a grandes escritores ( Sepúlveda, Ende, etc.), y el gusto por historias que puedan disfrutar públicos de todas las edades. Enzo D'Aló consigue hablar también de temas importantes, como la integración, la ecología, la amistad, etc. y lo hace con lirismo e inteligencia. 

## Filmografía

### Cine
- La freccia azzurra (1996)
- Historia de una gaviota (y del gato que le enseñó a volar) (La gabbianella e il gatto, 1998)
- Momo alla conquista del tempo (2001)
- Opopomoz (2003)
- Pinocchio (2012)
- Pipì, Pupù e Rosmarina in Il mistero delle note rapite (2017)

### Series de televisión
- La Pimpa (1990)
- Pipì, Pupù e Rosmarina (2009 y 2014 en adelante)

### Cortometrajes de animación
- Kamillo Kromo (1993)